# Aberdeen & Commonwealth Line
Die britische Reederei Aberdeen & Commonwealth Line bestand von 1825 bis 1957 in Aberdeen.

## Geschichte
Die Reederei wurde 1825 von George Thompson als Aberdeen Line gegründet. Anfangs betrieb sie Segelschiffe, die mit wenigen Passagieren zum Sankt-Lorenz-Strom ausreisten und mit Holzladung zurückkehrten. Bis 1837 war die Flotte bereits auf zwölf Segelschiffe gewachsen. Das Fahrtgebiet hatte sich dabei bereits auf das Mittelmeer, die Karibik, Südamerika und die Pazifikregion erweitert. Ab 1842 kam ein regelmäßiger London-Australiendienst hinzu. Die Australienfahrt wurde 1882 zu einem mit Dampfschiffen betriebenen Liniendienst ausgeweitet, der wiederum ab 1899 durchgehend mit Kühlschiffen für den Transport von Gefrierfleisch durchgeführt wurde.
Im Jahr 1905 übernahmen die Reedereien White Star Line und Shaw, Savill & Albion Line gemeinsam die Führung der Aberdeen Line, diese behielt jedoch auch unter ihren neuen Eignern ihre Eigenständigkeit. Die White Star Line übernahm 1928 die Australian Commonwealth Line mit deren Flotte von der australischen Regierung.  1931 brach sie jedoch mitsamt ihrer Muttergesellschaft, der Kylsant Gruppe, zusammen. Im folgenden Jahr erwarb Shaw, Savill & Albion die Aberdeen Line und 1933 auch die Flotte der vormaligen Australian Commonwealth Line, die bis zu diesem Zeitpunkt noch nicht zur Gänze bezahlt worden war. Shaw Savill & Albion fasste beide Reedereien zu Aberdeen & Commonwealth Line zusammen, bevor sie selber 1936 von Furness, Withy & Company übernommen wurde. 1938 ließ man den Namensteil Aberdeen aus dem Firmennamen heraus und betrieb das Unternehmen als Commonwealth Line weiter.
Nach dem Zweiten Weltkrieg wurde die Reederei noch weitergeführt,  bis 1957 das letzte Schiff verschrottet wurde und der Name endgültig verschwand.